# Sofia Ribeiro
Sofia Heleno Santos Roque Ribeiro (ur. 17 lipca 1976 w Ponta Delgada) – portugalska nauczycielka, działaczka związkowa i polityk związana z Azorami, deputowana do Parlamentu Europejskiego VIII kadencji.

## Życiorys
Licencjat z nauczania matematyki uzyskała w 2000 na Uniwersytecie Azorów, w 2008 ukończyła na tej uczelni podyplomowe studia z zakresu administracji szkolnej. Pracowała jako nauczycielka w szkołach publicznych. Zaangażowała się w działalność związkową w ramach azorskiego demokratycznego związku nauczycieli (SDPA). W 2007 została wiceprzewodniczącą tej organizacji, a w 2010 stanęła na czele tego związku zawodowego. Również w 2010 objęła stanowisko wiceprzewodniczącej regionalnego oddziału centrali związkowej UGT. Z funkcji tych zrezygnowała w 2014. W tym samym roku przyjęła propozycję Partii Socjaldemokratycznej wystartowania z jej rekomendacji w wyborach europejskich (jako bezpartyjna kandydatka na liście centroprawicowej koalicji). W wyniku głosowania z 25 maja 2014 Sofia Ribeiro uzyskała mandat eurodeputowanej VIII kadencji z ramienia wspólnej listy centroprawicowych ugrupowań rządzących.